# Ernesto Cavour
Ernesto Cavour Aramayo (La Paz, 9 aprile 1940 – La Paz, 7 agosto 2022) è stato un cantante, musicista e artista boliviano, inventore di strumenti musicali e autore di libri di educazione musicale.

## Biografia
Inizia la sua carriera da solista nel 1957. Nel 1966 fonda il trio Dominguez, Favre e Cavour, composto da Gilbert Jairas Favre, Julio Godoy, Jofre Yayo, gruppo con il quale ha rappresentato in Europa la musica tradizionale boliviana tra il 1969 ed il 1971.
Appare nel film statunitense Il charango. L'esperienza cinematografica di Cavour come compositore inizia nel 1968 con Crimen sin olvido, diretto da Jorge Mistral, per il quale scrive la colonna sonora.
Dopo aver diffuso la musica boliviana secondo uno stile definito 'neo-folklore', e formato nuovi gruppi motivati dal boom del nuovo folklore boliviano del 1971, Cavour è tornato a Los Jairas in Bolivia formando il suo gruppo con Mario P. Gutierrez, Luis Valdez e Lucho Cavour. Nel 1973 ha fondato la Sociedad Boliviana del Charango organizzando a La Paz convegni nazionali con William Ernesto Charango e Centellas Abdon Cameo.
Nel 1974 con il cantante Luis Rico azzera le attività artistiche e culturali. Nella piazza Peña Naira Sagarnaga trova un punto di riferimento della musica boliviana oltre i suoi confini. Nello stesso anno viene invitato nel programma "Encuentro" del gruppo radio-televisivo messicano Televisa, condividendo il palco con artisti famosi come Atahualpa Yupanqui, Nicomede Santa Cruz, Octavio Villanueva e Rene Marulanda, estendendo il suo lavoro e il suo riconoscimento come grande esponente del charango nelle Americhe.
Nel 1979 il trio inizia un tour in Bolivia, "Heart of America", con il cantautore maestro Nilo Soruco e Luis Rico, viaggiando per tutto il paese. Nel 1985 partecipa al Festival Internazionale della chitarra nelle Alte Oper insieme ad altri artisti di fama mondiale come Paco de Lucía, Stefan Geremia, Manuel Barrueco e la Moskaner Filarmonica. Nell'ottobre del 1986, opera nel Concerto Internazionale di Chitarra di Amburgo presso la Sala di Musica Tedesca, condividendo il palco con grandi artisti come Andrés Segovia, Pepe Romero, Raúl García Zárate.
Nel 1997 entra a far parte dell'Associazione Inventori Boliviani AIB, dipendente della National Academy of Sciences della Bolivia. Con i responsabili dell'Associazione degli Inventori ha poi organizzato un Concerto di nuovi strumenti musicali.

## Museo del charango
Nel 1962 ha creato il primo Museo Charango. Nel 1984 il museo ha ampliato la varietà degli strumenti ed è stato rifondato come il "Museo degli Strumenti Musicali boliviani", una collezione privata arricchita nel corso degli anni al fine di mostrare il suo imponente lavoro sugli strumenti musicali e il suo amore per la musica. La collezione contava quasi 2 000 pezzi, divisi in stanze, con una sezione di strumenti pre-ispanici, strumenti a corda, membranofoni, strumenti a fiato, strumenti del mondo, strumenti antichi boliviani e stranieri e strumenti creati ex novo dal poliedrico artista,
Nel 1997 questo museo venne definitivamente inserito nella categoria "Musei nella città di La Paz", situata in Calle Jaen Apolinar, in una villa coloniale conosciuta come la "Casa della Croce Verde."

## Strumenti innovativi
Tra gli strumenti innovativi inventati da Ernesto Cavour troviamo: la chitarra Muyu Muy, il cui significato in lingua aymara è "andata e ritorno", il charango Muyu Muyu, la "stella", il "sensale", la zampoña, il violino a cromatiche doppie, il tubo charango poco, il charango sonkoy, ecc. Il museo inoltre raccoglie molti strumenti, tra cui mixtófoni e idrofoni. Nel marzo 1991, Cavour presenta a Tokyo la sua collezione di innovativi strumenti di sua invenzione, come ospite della trasmissione Naruhodo TV Il Mondo.

## Discografia

### Album in studio
- Acuarela boliviana - Bolivia eterna - Acquarello boliviano, Bolivia eterna
- Ernesto Cavour y Los Jairas (con Los Jairas)
- El cuento del trompo - La storia della trottola
- Charango boliviano
- 1966 - Folklore (con Alfredo Dominguez e Gilbert Favre)
- 1967 - Folklore 2 (con Alfredo Dominguez e Gilbert Favre)
- 1971 - Grito de Bolivia (con Alfredo Dominguez e Gilbert Favre) - Il grido della Bolivia
- 1972 - Ernesto Cavour y su conjunto - Ernesto Cavour e il suo gruppo
- 1973 - El disco de oro del charango - Il disco d'oro del charango
- 1973 - Maestro del charango
- 1974 - Recital (con Yacco Velarde e Freddy Santos)
- 1975 - Instrumental (con Alfredo Dominguez e Gilbert Favre)
- 1975 - Charango y conjunto II - Charango e il gruppo II
- 1975 - Chants et musique d'Amerique du Sud - Canti e musiche dell'America del Sud
- 1977 - Vena popular - Vena popolare
- 1979 - Canto del viento - Canto del vento
- 1981 - Piedras peregrinas - Le pietre del pellegrino
- 1981 - Cóndor (con Lucho Cavour)
- 1982 - Las cosas nuestras I - Le nostre cose I
- 1983 - En Peña Nayra II - La Gente di Nayra II
- 1984 - Ernesto Cavour y su charango - Ernesto Cavour e il suo charango
- 1989 - Villancicos - Canti Natalizi
- 1989 - Ernesto Cavour y su conjunto - Ernesto Cavour e il suo gruppo
- 1990 - Padre Viento - Padre Vento
- 1991 - El vuelo del picaflor - Il volo del colibrì
- 1992 - La partida - La partita
- 1992 - Leño verde - Registro verde
- 1993 - De colección
- 1998 - Tierra y agua
- 2000 - Agua y tierra
- 2002 - Charango
- 2004 - Ernesto Cavour y su conjunto
- 2005 - El vuelo del picaflor - Su charango y conjunto
- 2006 - Ernesto Cavour

### Colonne sonore
- 1992 - The river with no bridge

### Raccolte
- 2007 - Antología 50 años

### EP
- Folklore (con Alfredo Dominguez e Gilbert Favre)

## Filmografia

### Attore
- Tinku (El Encuentro), regia di Juan Miranda (1985)

### Compositore
- Crimen sin olvido, regia di Jorge Mistral (1968)
- Hashi no nai kawa, regia di Yôichi Higashi (1992)

## Libri
- (ES)  El abc del charango. Método de enseñanza
- (ES)  Aprenda a tocar el charango. Método de enseñanza audiovisual
- (ES)  La quena. Método inicial por música
- (ES)  Aprenda a tocar guitarra. Método de enseñanza audiovisual
- (ES)  Aprenda a tocar la quena. Método de enseñanza audiovisual
- (ES)  Aprenda a tocar zampoña. Método de enseñanza audiovisual
- (ES)  El quirquincho cantor. Cancionero y poemario (1979)
- (ES)  El abc de la mandolina
- (ES)  Pensamientos chiquititos
- (ES)  El charango, su vida, sus costumbres y sus desventuras
- (ES)  Metodo para walaycho y roncoco
- (ES)  La zampoña cromática de dos filas
- (ES)  Los instrumentos musicales de Bolivia
- (ES)  Metodo para concertina
- (ES)  Inventos de Cavour
- (ES)  Diccionario enciclopedico de los instrumentos musicales de Bolivia

## Riconoscimenti
- Nel 1964 riceve la medaglia d'oro come solista in charango al Festival a San Miguel de Tucumán. I media evidenziano la sua partecipazione straordinaria al Folk Festival Student First, definita come una virtuosa esecuzione di un charanguista ambidestro.
- Nel 1965 vinse il Primo Premio al Festival Strumentale Solist Latin Folklore americano a Salta, in Argentina. Nello stesso anno il quotidiano di Cusco, "El Comercio", evidenziando la sua performance, definisce lo strumentista "mago del charango."
- Nel 1966 vinse il trofeo per i migliori Jairas complessivo al Song Thewinners, e al Festival della Canzone boliviano, Lauro Cochabamba.
- Nel 1973 vinse il trofeo al Festival Cosquín, in Argentina. A Buenos Aires, dal quotidiano "La Razón", fu definito come l'interprete più talentuoso di charango.
- Dalla rivista "Folklore" di Buenos Aires venne "deificato" con l'appellativoː "superato il Condor". Nello stesso anno, la Segreteria di Gabinetto del presidente, Dipartimento di Attività Sociali e Culturali presso l'Università del Messico, lo definisce come "miglior charanguista del mondo".
- A Città del Messico, nel contest Rock del Folklore, gli fu attribuito un "Atto di riconoscimento" .
- A Quito, in Ecuador, su TV Canale 8, venne definito come miglior strumentista di charango al mondo. Jatari Quito La Peña lo nomina "il miglior esecutore di charango del mondo".
- Nel 1977, la Radio Argentina Boliviana ha riconosciuto Ernesto Cavour come "uno dei migliori strumentisti di charango del mondo".
- Nel 1978, La Casa de la Cultura della città di Ambato, Ecuador, e il giornale Avance lo hanno definito il "miglior charanguista del mondo".
- Nel 1981 la città di Gamagori, in Giappone, gli ha consegnato la chiave della città, per sensibilizzare i nei giovani giapponesi l'interesse verso la musica. Nel 1982 a Tokyo Amici ha ricevuto il "charango d'oro".
- Nel 1988 riceve un altro trofeo alla Casa de la Cultura Argentina Boliviana. È stato anche nominato cittadino onorario dal Sindaco di Cuiaba, Brasile.
- Nel 1991 la Gazzetta del Nord Ibarra, quotidiano ecuadoregno, lo definisce "il miglior charanguista dell'Universo."
- Nel 1994 al VII Festival de la Ghitarra de la Habana, Cuba venne nominato "socio d'onore."
- Nel 1995 riceve nella città di Calama in Cile, il trofeo, "il Sole e la Terra di rame".
- Nel 1996 è stato premiato dal Comune di Punta Arenas, Cile.
- Nel 1997 riceve un trofeo nella città di Arica, in Cile.
- Nel 1999 riceve un omaggio e un riconoscimento come interprete e compositore del periodo d'oro della musica popolare boliviana.
- Nel 2003 ha ricevuto speciali riconoscimenti dal Ministero dello Sviluppo Sociale della Città di Acapulco e dall'Ambasciata della Bolivia in Messico.
- Nel 2004 ha ricevuto il premio dell'eroe Pedro Domingo Murillo, grado di "membro onorario" conferito dal Consiglio Comunale d'onore della città di La Paz. Lo stesso anno l' "International Press" di Tokyo lo ha definito, "genio del charango."
- Nel 2007 ha ricevuto un tributo alla sua carriera al Meeting internazionale di Charango, meeting che porta il suo nome.